# Баранова, Юлия Фёдоровна
Графиня (с 1846) Юлия Фёдоровна Баранова, урождённая Адлерберг (Юлиана Софи Доротея Хелена Графиня фон Баранофф, нем. Juliane Sophie Dorothea Helene Gräfin von Baranoff; 18 (29) августа 1789, Ревель — 12 (24) июля 1864, Царское Село) — статс-дама, гофмейстерина, родоначальница графской линии Барановых, воспитательница дочерей Николая I и близкий друг императорской семьи; сестра министра Императорского двора графа В. Ф. Адлерберга.

## Биография

### Происхождение
Родилась в семье полковника графа Фёдора Яковлевича (Густава-Фридриха) Адлерберга (1738—1794) и его второй жены Юлии Фёдоровны (Анны-Шарлоты-Юлианны) Багговут (1760—1839). Имя своё получила в честь матери и была полной её тёзкой.
Адлерберги были небогаты и принадлежали к шведскому дворянству, пожалованному им в 1684 году. Отец Юлии состоял на русской службе и командовал Выборгским пехотным полком, за заслуги был пожалован кавалером ордена Св. Георгия 4 степени, погиб на Кавказе 22 сентября 1794 года. Его вдова осталась с двумя малолетними детьми (пяти и трёх лет) в крайне стесненном материальном положении.
Благодаря протекции барона Николаи в 1797 году, она была назначена главной воспитательницей великих князей Николая и Михаила Павловичей. Своими педагогическими способностями вдова Адлерберг обратила на себя внимание императрицы Марии Фёдоровны и в 1802 году, по её желанию, была назначена начальницей Смольного института, где прослужила 37 лет. Впоследствии она получила звание статс-дамы и орден св. Екатерины 1 степени. Благодаря близости к царской семье, судьба её детей (Юлии и Владимира) сложилась весьма удачно. Сын Владимир, воспитывался в Пажеском корпусе, с 1799 года был товарищем детских игр князя Николая Павловича, а потом стал одним из самых приближённых к нему лиц. Дочь Юлия получила домашнее воспитание. 14 апреля 1806 года она была пожалована фрейлиной.

### Замужество
21 июня 1806 года 16-летнюю Юлию выдали замуж за 27-летнего Трофима (Иоанна) Петровича Баранова (Барангоф) (1779—1828), принадлежавшего к небогатому онемеченному древнему русскому роду. В 1808 году Трофим Петрович был пожалован придворным чином камер-юнкера.
Первое время после свадьбы Барановы жили в Петербурге, а потом переехали в Ригу, где Трофим Петрович благодаря хлопотам тещи Ю. Ф. Адлерберг получил место начальника таможенного округа, а затем стал управляющим Рижской конторой Государственного коммерческого банка; был пожалован действительным статским советником и награждён орденом Св. Владимира 2-й степени.
Юлия Фёдоровна всецело посвящала себя семье и детям. Их у Барановых было шесть: две дочери и четыре сына, которые родились один за другим. Материальное положение семьи было скромным, поэтому дети обучались за государственный счет: дочери в Смольном институте, где начальницей была их бабушка; из сыновей старший Николай обучался в Школе гвардейских подпрапорщиков; Эдуард в Царскосельском лицее, Павел в Пажеском корпусе.

## При дворе

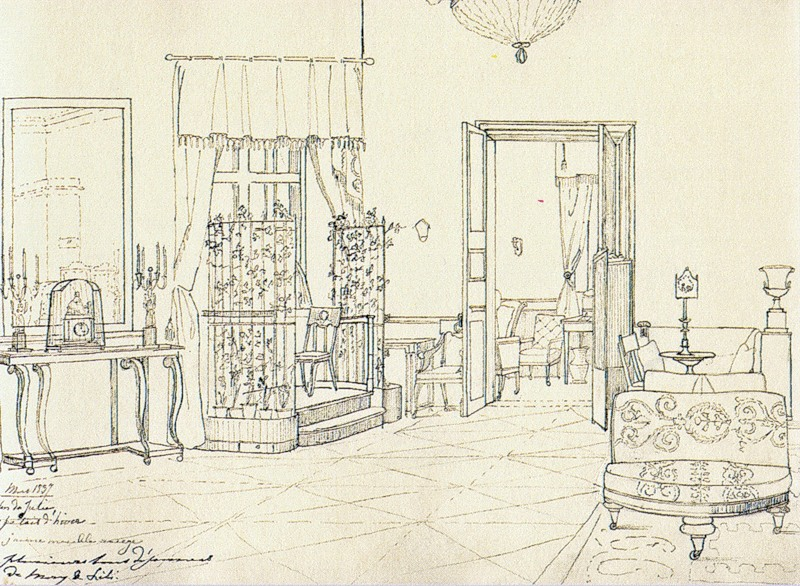
Гостиная Барановой в Зимнем дворце

В 1818 году Юлия Фёдоровна была назначена главной воспитательницей к новорожденному великому князю Александру Николаевичу, этим выбором единолично руководила императрица Мария Фёдоровна и предпочла всем дочь своей лучшей подруги Ю. Ф. Адлерберг. Зиму Юлия Фёдоровна жила с царственной семьей в Аничковом дворце, а лето проводила в Павловске.
К 1824 году воспитание великого князя Александра перешло в мужские руки, и Баранова была назначена наставницей при великих княжнах Марии и Ольге, а в 1825 году — также при новорождённой Александре. Их воспитание было самое простое и приучало их к будущей семейной жизни, а время было подчинено строгим правилам и порядку. Они ревностно занимались музыкой, исполняли лучшие музыкальные произведения под аккомпанемент великих мастеров и дилетантов.

Юлия Фёдоровна не обладала педагогическим даром, но отличалась необыкновенно мягким и заботливым сердцем, за что её любила царская семья. Княгиня Ольга Николаевна в своих воспоминаниях писала о ней:
Если Мэри плохо училась, несмотря на свои хорошие способности, то помимо её детского легкомыслия это было виной мадам Барановой, не имевшей и тени авторитета. Очень добрая, очень боязливая, в частной жизни обремененная заботами о большой семье, на службе, кроме воспитания Мэри, еще и ответственная за наши расходы и раздачу пожертвований, она не умела следить за порядком в нашей классной. Каждую минуту открывалась дверь для гостя или лакея, приносившего какую-либо весть, и Мэри пользовалась этим нарушением, чтобы сейчас же вместо работы предаться каким-нибудь играм. Этому недостатку строгости и дисциплины можно, вероятно, приписать то обстоятельство, что Мэри и позднее не имела определенного чувства долга. Мадам Барановой не хватало чуткости, чтобы вести её. Она только выходила из себя, держала длинные речи, которые Мари в большинстве случаев прерывала каким-нибудь замечанием.

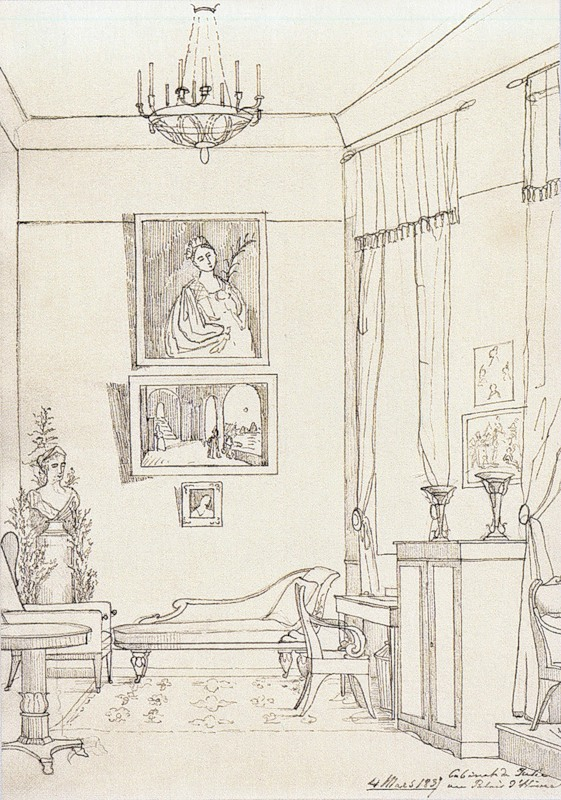
Кабинет Барановой в Зимнем дворце.

Фрейлина А. О. Смирнова-Россет, хорошо знавшая Юлию Фёдоровну, писала о ней:
Баранова очень добрая и честная женщина, но очень ограниченная, притом слабого здоровья.

Дочь поэта, фрейлина Анна Тютчева, описывая двор, вспоминала:
До сих пор я упоминала лишь придворную мелкую сошкую. Теперь обращусь к великим мира сего.  Прежде всего это ... графиня Баранова, пользовавшаяся огромным расположением императора и императрицы. Она всегда ласкова и доброжелательна.

Е. А. Драшусова писала о Ю. Ф. Барановой:
Она была очень приветлива и сердечна, несмотря на то, что весь век прожила при дворе. Она не имела ни малейшей гордости, со всеми была ласкова, милое качество, которое утрачивается теперь не только в высших слоях, но даже в более скромных. Юлия Федоровна всегда была готова сделать добро, оказать услугу, и потому-то её осаждали просьбами.
В декабре 1828 года муж Юлии Фёдоровны умер от чахотки. К этому времени обе её дочери были выпущены из Смольного института с фрейлинским шифром. В 1829 году старшая дочь красавица Мария стала женой М. В. Пашкова. Младшая дочь Луиза до 1832 года, когда она стала женой князя М. Ф. Голицына, жила с матерью в Зимним дворце. В 1835 году Юлии Фёдоровне предоставили покои на втором этаже юго-западного ризалита, рядом с комнатами Марии Николаевны (северная часть зала № 307, залы № 306, 305, северная часть зала № 304), с 1839 года — на первом этаже в западном корпусе с окнами на Адмиралтейство (залы № 19—23) в непосредственной близости к покоям великих княжон Александры и Ольги и к «Нижнему» кабинету императора, друга её детства.

Юлия Фёдоровна обладала хорошим вкусом и умела создать уют в своих комнатах нижнего этажа дворца. Описывая Зимний, одна из смолянок писала:
Нас водили по разным комнатам, везде блеск, роскошь, но и пустота также;  ни души в огромных палатах, кроме сторожевых солдат, которые, как статуи неподвижно стоят у дверей…Глаза отдохнули лишь в комнатах мадам Барановой. Здесь видно жилье: все мило и просто…

### Царские милости

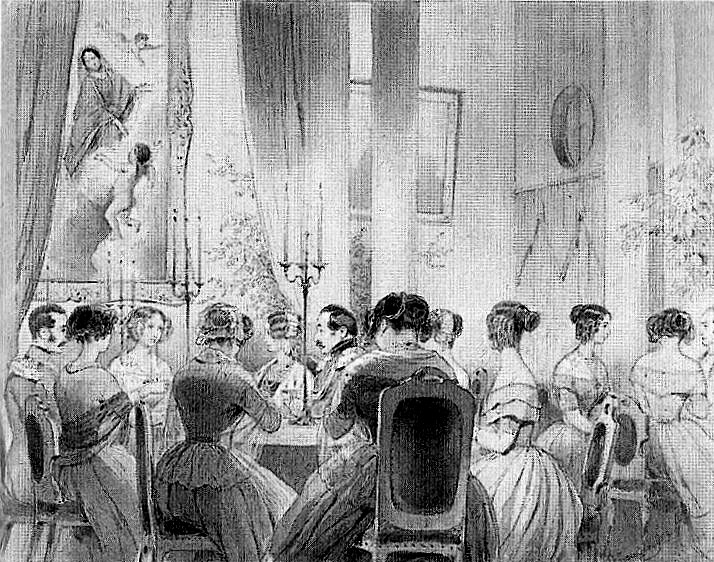
Общество императрицы за игрой в карты в Малиновой гостиной.

В 1834 году Баранова была назначена гофмейстериною при великой княжне Марии Николаевне. По этому поводу княгиня Ольга Николаевна вспоминала:
В ноябре Папа привез из Берлина домой Мама с Мэри. Мэри получила по возвращении свою собственную квартиру, покинула наш флигель и переехала поблизости к Саше. В Берлине с ней обращались как с взрослой ввиду того, что там принцессы в пятнадцать лет, после конфирмации, переходят из рук воспитательниц в руки придворных дам. Мадам Баранова получила орден Св. Екатерины, и Матвей Виельгорский был назначен шталмейстером ввиду приемов и представлений, в которых Мэри должна была принимать участие для чего избрали Баранову, которая была слишком неумна для того, чтобы успешно провести такую роль. Но Родители относились к ней очень хорошо, благодаря её приятной незлобивой натуре.

Накануне бракосочетания княжны Марии Николаевны, 1 июля 1839 года мадам Баранова была пожалована в статс-дамы и получила русское платье синего цвета с золотом, собственный выезд и ложу в театре. 4 мая 1844 года, в день Вознесения Господня, император Николай I написал своё духовное завещание, где были выражены долговременные чувства дружбы к Барановой и её брату Владимиру:
С моего детства, два лица были мне друзьями и товарищами; дружба их ко мне никогда не изменялась. Генерал-адъютанта Адлерберга любил я как родного брата, и надеюсь по конец жизни иметь в нем неизменного и преданного друга. Сестра его, Юлия Фёдоровна Баранова, воспитывала моих дочерей, как добрая и рачительная родная. Обоим им прошу назначить в мою память пенсионы, сверх получаемых, по 15 тысяч руб. Я в последний раз благодарю их  за братскую любовь.

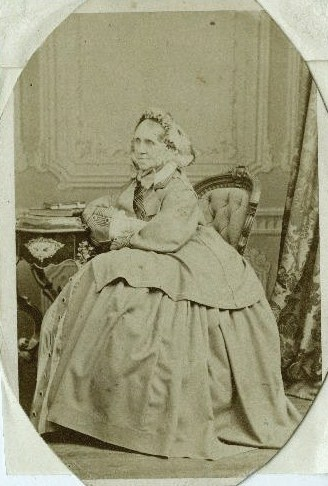
Графиня Ю. Ф. Баранова

Юлия Фёдоровна была постоянной посетительницей Смольного института. По поручению императрицы Александры Фёдоровны, во время её отсутствия, она сообщала смолянкам сведения о царской семье, о том, как проходит путешествие императрицы за границу, о её здоровье. В 1846 году Баранова приезжала в Воспитательное общество сообщить о предстоящей свадьбе великой княгини Ольги Николаевны. В день бракосочетания княжны, 1 июля 1846 года Юлия Фёдоровна была возведена в графское Российской Империи достоинство, со всем своим нисходящим потомством, «за отличное попечение при воспитании великих княжон», как сказано в Высочайшем рескрипте и правом приставки фон.
Графиня Баранова была почетным членом при Управлении женскими учебными заведениями, с 1835 по 1850 год она была помощницей при попечительнице Петербургской частной школы, учрежденной в 1820 году Женским Патриотическим Обществом. В 1855 году Юлия Фёдоровна была назначена гофмейстериною при Императрице Александре Фёдоровне, 26 августа 1856 года она получила орден св. Екатерины 1-го класса. В должности гофмейстерины графиня Баранова состояла до смерти императрицы 20 октября 1860 года.
Графиня Баранова ненамного пережила свою покровительницу, она умерла 16 июля 1864 года от упадка питания тела (Atrophie) в Царском Селе. Похоронена в Сергиевой пустыни близ Санкт-Петербурга.

## Дети
В браке Юлия Фёдоровна Баранова имела шестерых детей:
- Мария Трофимовна (02.04.1807[14]—1887), крещена в Петербурге 20 апреля 1807 года, крестница императрицы Марии Фёдоровны, фрейлина, с 1829 года жена Михаила Васильевича Пашкова (1802—1863), с 1847 года генерал-майор; имели семерых детей.
- Николай Трофимович  (1808—1883), генерал от инфантерии, генерал-адъютант, в 1857-73 годах командовавший ротой дворцовых гренадер. Был женат на Елизавете Николаевне Полтавцевой (1817—1866), её младшая сестра Ольга (1824—1880) была замужем за генералом Д. И. Скобелевым.
- Луиза Трофимовна  (1810—1887), фрейлина, кавалерственная дама, статс-дама; с 1832 года жена шталмейстера и тайного советника, князя Михаила Фёдоровича Голицына (1800—1873), имели шестерых сыновей.
- Эдуард Трофимович (1811—1884), генерал-адъютант, член государственного совета.
- Александр Трофимович (1813—1888), полковник, служил в Лейб-гвардии измайловском полку, участвовал в обороне Севастополя.
- Павел Трофимович (1814—1864), свиты Его Императорского Величества генерал-майор, в 1857-62 годах тверской губернатор. Был женат на Анна Алексеевне Васильчиковой (1827—1890), имели сына и четырёх дочерей.

Дети
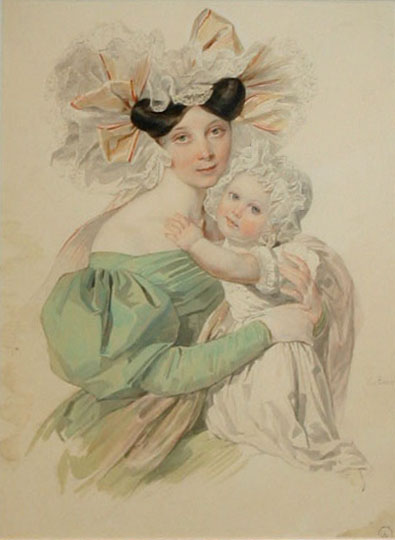
Мария Пашкова с дочерью Александрой
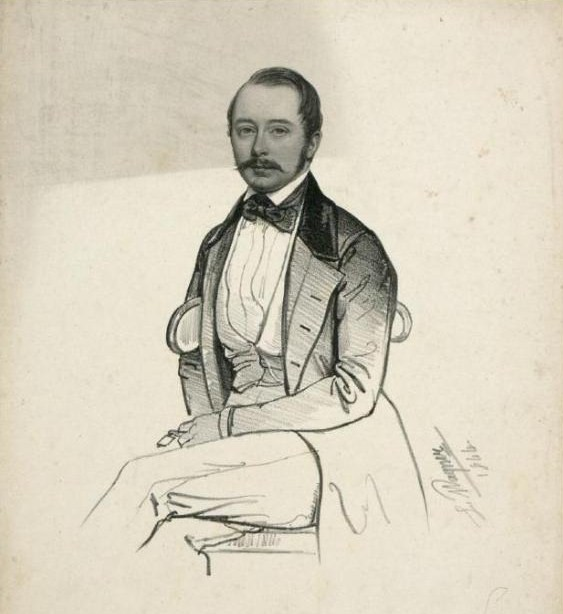
Николай Баранов
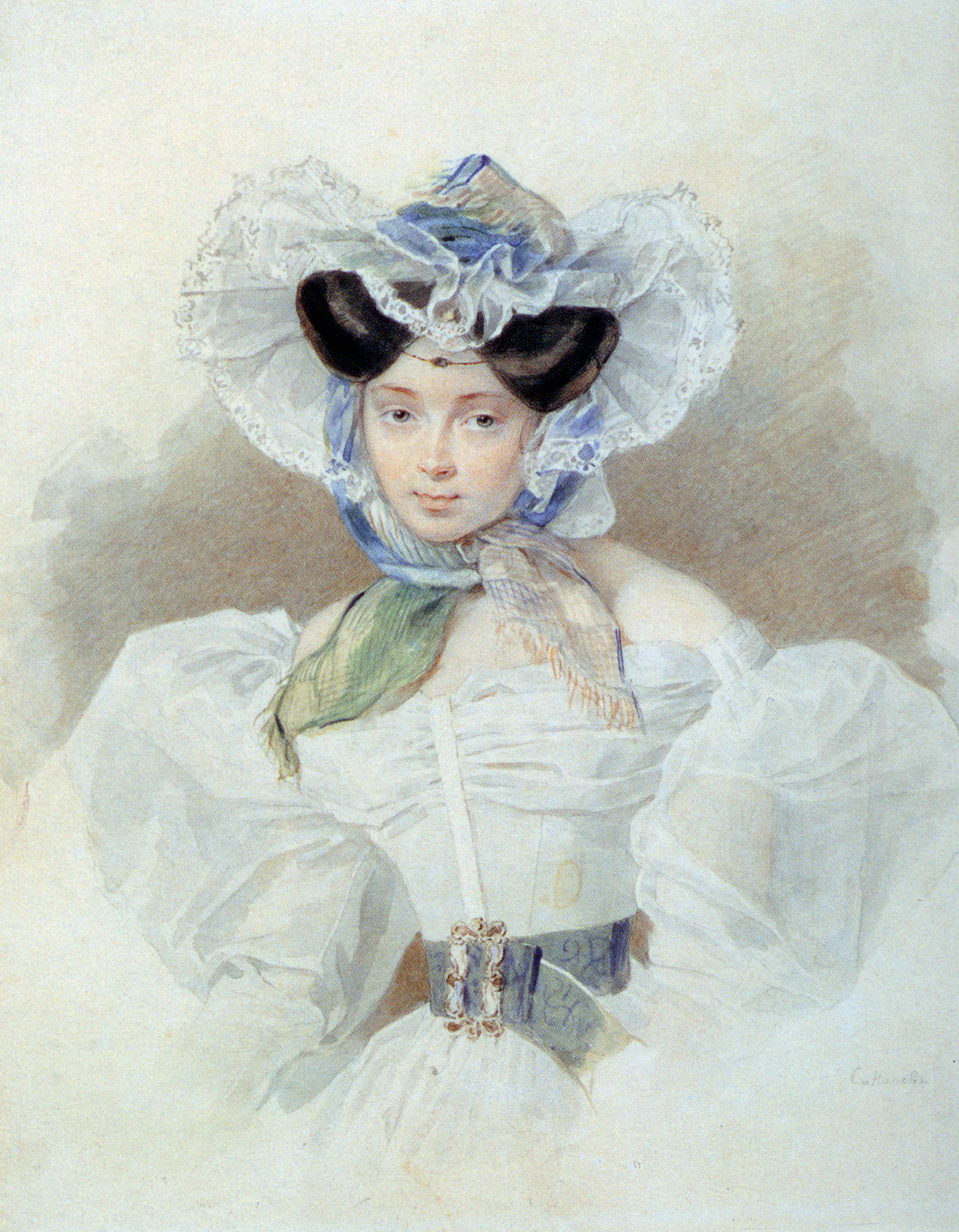
Луиза Голицына
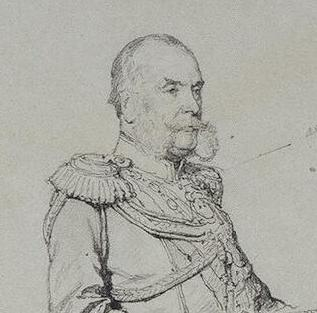
Эдуард Баранов
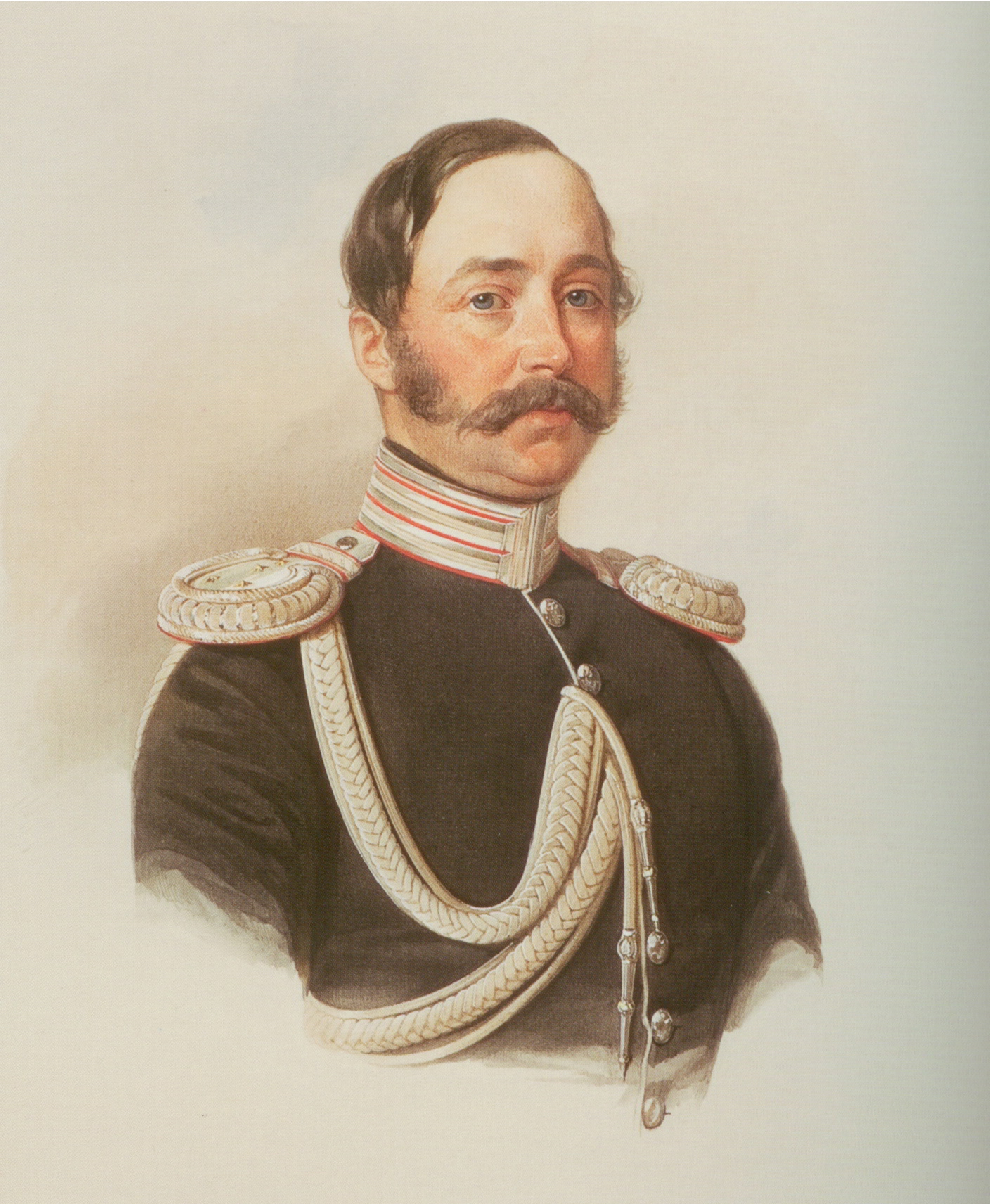
Александр Баранов
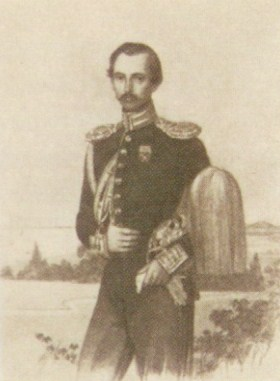
Павел Баранов